# Risa Niigaki
Risa Niigaki (新垣里沙 Niigaki Risa?,  Yokohama, Kanagawa, 20 de octubre de 1988) es una actriz japonesa, exlíder del grupo musical Morning Musume de Hello! Project.

## Biografía
Se unió a la quinta generación de Morning Musume en 2001. Su primera aparición como miembro del grupo fue para el tercer sencillo, "Mr. Moonlight ~Ai no BIG BAND~".
El productor Tsunku la escogió porque "brilló durante la grabación de estudio final" de la canción de audición que tuvieron que hacer todas las finalistas.
En septiembre del 2002, la quinta generación fue repartida en subgrupos, y Risa fue añadida a Tanpopo
Risa participó en Morning Musume Sakuragumi en enero de 2003.
En marzo de 2006, se hizo miembro del equipo de kickball Metro Rabbits H.P.
A principios de 2007 Risa fue elegida para formar parte del grupo Morning Musume Tanjou 10nen Kinentai, que conmemora los 10 años de Morning Musume. Representando a la 5.ª generación, la generación más querida y conocida.
Risa substituye participa en el doblaje de la voz de Athena del anime "Robby & Kerobby".
El 1 de junio de 2007 Risa fue designada como la nueva sub-líder del grupo de Morning Musume.
En 2009 Niigaki Risa fue asignada para ser parte del nuevo grupo shuffle ZYX-α.
El 13 de julio de 2010 comunica en su blog que está grabando una película, "Hontouni atta Kowai Hanashi 3D"(劇場版 ほんとうにあった怖い話 3D). La película fue estrenada el 16 de octubre en los cines y el 5 de noviembre fue el lanzamiento del Blu-ray.
Risa Niigaki se graduó de Morning Musume y Hello Project el 18 de mayo de 2012.

## Vida personal
En 2013, Niigaki comenzó una relación con el actor y cantante Yoshikazu Kotani, después de protagonizar una obra teatral de Zettai Kareshi. La pareja contrajo matrimonio el 11 de julio de 2016. El 6 de enero de 2018, ambos anunciaron en sus respectivos blogs que habían solicitado el divorcio, citando que habían "comenzado a distanciarse".

## Hello! Project

### Grupos
- Morning Musume (2001 - 2012)

### Subgrupos
- Tanpopo (2002)
- Morning Musume Sakuragumi (2003-2004)
- Morning Musume Tanjou 10nen Kinentai (2007)
- Athena & Robikerottsu (2007- )
- ZYX-α (2009) (Leader)

### Grupos Shuffle
- Happy 7 (2002)
- 7AIR (2003)
- H.P All Stars (2004)

### Otros
- Pocky Girls (2002)
- Metro Rabbits H.P (2006-)

## Otras apariciones

### Radio
- Tanpopo Henshuubu OH-SO-RO!
- TBC FUN FIIRUDO MOORETSU MOODASHUU
- Haropuró Yanen
- GakiKame

### Programas de televisión
- Hello!Morning
- Tin Tin TOWN!
- Sore Yuke! Gorokkies
- Futarigoto
- Majokko Rika-chan no Magical Byuuden
- Musume DOKYU!
- Yorosen
- Bijou Gaku

### Series de televisión
- 2002 - Ore ga Aitsu de Aitsu ga Ore de
- 2002 - Haikara-san ga Tooru
- 2002 - Angels Hearts
- 2008 - Hitmaker Aku Yu Monogatari
- 2012 - Suugaku Joshi Gakuen

### Películas
- 2002 – Tokkaekko
- 2003 – Koinu Dan no Monogatari
- 2010 - Hontouni atta Kowai Hanashi 3D

### Photobooks
- [2002.08.16]5 - Morning Musume 5 Ki Generation Member Shashinshū (5　モーニング娘。5期メンバー写真集?)
- [2004-10-07]Niigaki Risa (新垣里沙)
- [2006-06-25] Amanatsu (あま夏)
- [2007-05-27]Isshun (一瞬)
- [2008-04-25] Happy Girl
- [2010.07.14] Alo Hello! Niigaki Risa Photobook -MAHALO- (アロハロ！新垣里沙写真集-MAHALO-)
- [2012.04.27] A s c e n s i o n Risa Niigaki

### DVD
- 2007-06-13 – Alo Hello! Niigaki Risa DVD (アロハロ！新垣里沙 DVD?)
- 2009-01-21 – Alo Hello! 2 Niigaki Risa DVD (アロハロ！2 新垣里沙 DVD?)
- 2010-07-14 – Alo Hello! 3 Niigaki Risa DVD (アロハロ！3 新垣里沙 DVD?)
- 2012-05-16 - As It Is/Niigaki Risa DVD